# Claudia Ravensburg

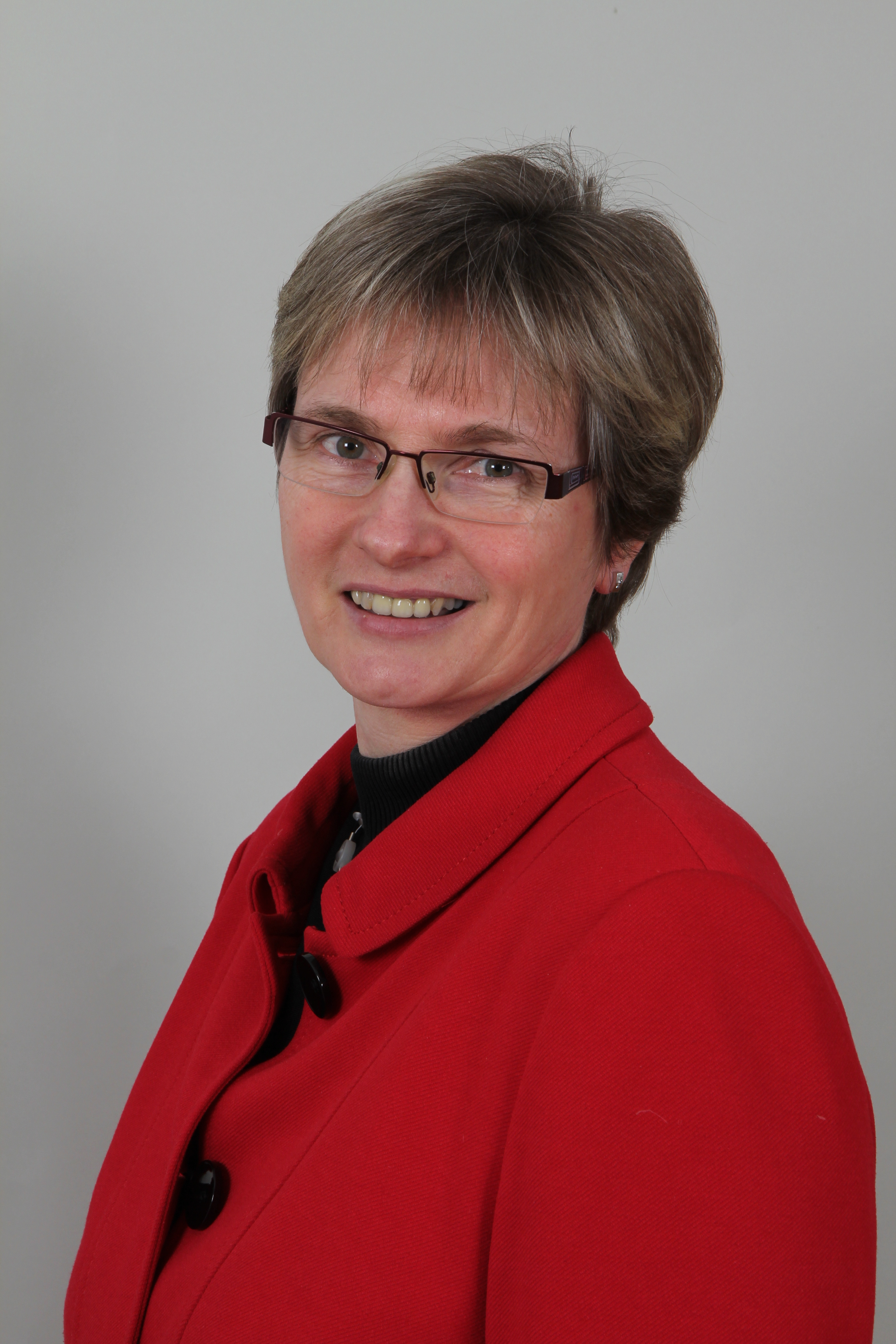
Claudia Ravensburg (2013)

Claudia Ravensburg (* 11. April 1962 in Bad Wildungen) ist eine deutsche Politikerin (CDU). 
Von Februar 2003 bis April 2008 war sie erstmals Mitglied des Hessischen Landtags, nachdem sie den Wahlkreis Waldeck-Frankenberg II (Wahlkreis 6) gegen Reinhard Kahl direkt gewann.
Bei der Landtagswahl in Hessen 2008 am 27. Januar 2008 unterlag sie Kahl, so dass sie im Hessischen Landtag der 17. Legislaturperiode nicht mehr vertreten war. Nach Auflösung des Landtags im November 2008 trat Ravensburg bei der Landtagswahl in Hessen 2009 am 18. Januar 2009 wieder an und errang diesmal nach 2003 erneut das Direktmandat im Wahlkreis 6. Auch 2013, 2018 und 2023 zog sie über das Direktmandat in den Landtag ein.
Seit Februar 2009 gehört Claudia Ravensburg wieder der CDU-Fraktion des Hessischen Landtags an. 2014 bis 2019 war sie Vorsitzende des Ausschusses für Soziales und Integration (SIA). Seit 2019 ist sie Sprecherin für Abfallpolitik, für Beschulung von Kindern mit Behinderungen, für Familien- und Kinderpolitik und für Frauenpolitik ihrer Fraktion. Seit Juli 2022 ist sie stellvertretende Fraktionsvorsitzende. Außerdem ist sie Mitglied im Kulturpolitischen Ausschuss (KPA).
Darüber hinaus ist Claudia Ravensburg seit 1997 Kreistagsabgeordnete im Kreistag von Waldeck-Frankenberg, Mitglied im Schulpolitischen Ausschuss und im Eigenbetrieb Gebäudemanagement. Im Jahr 2001 wurde sie stellvertretende Fraktionsvorsitzende der CDU-Kreistagsfraktion und 2002 deren schulpolitische Sprecherin. Seit Februar 2004 ist sie stellvertretende Kreisvorsitzende der CDU Waldeck-Frankenberg und Vorsitzende des Arbeitskreises 'Bildung' sowie stellvertretende Vorsitzende der Kreis-Frauenunion.
Seit Mai 2008 ist Ravensburg Beisitzerin im Vorstand der CDU Hessen und damit auch kooptiertes Mitglied im Landesvorstand der Frauenunion Hessen und Delegierte für den Bundesparteitag der CDU Deutschlands. Außerdem ist sie Vorstandsmitglied des Büros für Staatsbürgerliche Frauenarbeit mit Sitz in Wiesbaden.
Claudia Ravensburg ist von Beruf Diplom-Kauffrau. Sie ist seit 1990 mit Gert Ravensburg verheiratet. Beide haben zwei gemeinsame Kinder.